# Języki analityczne
Języki analityczne – języki, które wyrażają stosunki gramatyczne za pomocą luźnych morfemów w postaci form czasownika posiłkowego, przysłówków i przyimków.
Jako że języki cechują się niejednorodną strukturą gramatyczną, mówi się często o formach analitycznych i ich reprezentacji liczbowej w poszczególnych językach. C. Hockett (1958) (amerykańska szkoła strukturalistyczna) postulował zastąpienie podziału typologicznego języków na trzy grupy (analityczne, syntetyczne i polisyntetyczne) ciągłą skalą, operującą jedynie biegunami analityczny – syntetyczny. Przykładowo język polski jest bardziej syntetyczny niż bułgarski, choć dużo mniej syntetyczny niż języki eskimoskie. Szukając kryterium oceny stopnia analityczności/syntetyczności J. Greenberg wprowadził współczynnik wynikający ze stosunku liczby morfemów do liczby wyrazów.
W językach słowiańskich formy analityczne są silnie reprezentowane w systemie form czasownikowych. Np. pol. będzie jechał, będzie jechać, byłbym jechał, bym jechał; słow. volal som, budem volať, volal by som, bol by som zavolal.
Pokrewne pojęcie to języki izolujące, czyli języki, w których wyraz jest wręcz utożsamiany z morfemem; czasem nazwy „języki izolujące” i „języki analityczne” są używane wymiennie, jako opozycyjne wobec języków syntetycznych. Niekiedy języki izolujące są opisywane jako skrajny typ języków analitycznych, w których praktycznie brak morfologii, a wyrazy składają się z pojedynczych morfemów. Języki francuski i angielski wykazują cechy analityczne, lecz raczej nie są uważane za izolujące. W analitycznym języku angielskim morfologia odgrywa ograniczoną rolę, przy czym liczba morfemów na wyraz jest w nim większa niż np. w izolującym języku wietnamskim.